# 教えて!アプリ先生
『教えて!アプリ先生』（おしえて！アプリせんせい）は、TOKYO MXで2016年4月から放送されている情報バラエティ番組である。

## 概要
最新アプリや話題のスマホコンテンツなどを学校の授業スタイルで学べるスマホ情報バラエティ番組。2016年4月に毎週水曜24時から24時30分の深夜枠でスタートし、2016年7月からは毎週火曜20時から20時30分のゴールデンに昇格した。放送された内容はYoutubeの公式チャンネルでも配信されている。矢口真里にとっては復帰後初のレギュラー番組、メイプル超合金の初レギュラー番組でもある。
2017年2月16日より隔週水曜曜1時40分（木曜深夜）からの放送となる。
2018年1月18日より『話題のアプリ ええじゃないか!』へ改題の上リニューアル。
2020年4月30日よりアプリ以外の流行も扱うため『ええじゃないか!!』にさらに改題。キャストは継続。

## 出演者
生徒役
- 矢口真里
- メイプル超合金（カズレーザー・安藤なつ）（2016年4月 - 9月）
- あやまんJAPAN
- ラバーガール（飛永翼・大水洋介）（2016年10月 - ）

アプリ先生
- 今村聡（2016年4月 - 6月）
- 大谷恭仁（2016年7月 - 9月）
- 坂本達夫（2016年10月 - ）

## スタッフ
- ナレーター：浜崎美保
- 構成：渡辺創、平村隼人
- カメラ：石島卓也、梶田悟
- 音声：西野和洋
- 照明：片原数男
- 技術：千代田ビデオ
- 編集：森本圭
- MA：山田一宏
- 企画：青山譲
- 制作進行：村尾知子、ムーディー森谷
- AD：三原大輔、関雄三
- オフライン編集：梶本康太
- ディレクター：渡邊侑加
- プロデューサー：高原友生
- 演出・プロデューサー：大越理央
- 制作：全力エージェンシー、オリオンクルー、ティスエンターテインメント

## 話題のアプリ ええじゃないか!
2018年1月18日より放送。2020年4月30日放送回（#53）からアプリ中心から話題になりそうな情報を中心とした番組とするため『ええじゃないか!!』に改題。

### 出演者（話題のアプリ ええじゃないか!）
- 矢口真里
- 柴田英嗣（アンタッチャブル）
- ぺえ

アプリの達人
- 坂本達夫（隔回）
- 大坪直哉（隔回）